# Martin Böttcher
Martin Böttcher (Teplitz-Schönau, 17 giugno 1927 – Westerrönfeld, 19 aprile 2019) è stato un compositore, direttore d'orchestra e arrangiatore tedesco.

## Biografia
Ha imparato a suonare la chitarra da autodidatta, e tra il dopoguerra e il 1954 è stato chitarrista dell'orchestra radiofonica della Nordwestdeutscher Rundfunk. Ha esordito come compositore di colonne sonore per cortometraggi documentari nel 1952, e ha musicato il primo film nel 1955.
Böttcher ha ottenuto particolare successo nei primi anni '60 con le colonne sonore dei western ispirati dai racconti di Karl May; a partire dalla fine degli anni '60 si è anche dedicato alla composizione di colonne sonore di numerose serie televisive.

## Filmografia parziale
- Pecore nere (1956)
- Ihr 106. Geburtstag (1958)
- L'angelo sporco (1958)
- Sissi, la favorita dello zar (1958)
- Il diavolo che uccide così? (1959)
- La donna alla finestra oscura (1960)
- Il gioco dell'assassino (1961)
- 3 delitti per padre Brown (1961)
- Una come quelle... (1961)
- Il castello dell'orrore (1961)
- Il tesoro del lago d'argento (1962)
- La taverna dello squalo (1962)
- La vedova nera (1963)
- Edgar Wallace e l'abate nero (1963)
- La valle dei lunghi coltelli (1963)
- La sfida viene da Bangkok (1964)
- Il fantasma di Soho (1964)
- Paga o muori (1964)
- Chiamate Scotland Yard 0075  (1964)
- Una carabina per Schut (1964)
- Giorni di fuoco (1964)
- Là dove scende il sole (1964)
- Uccidere a Apache Wells (1965)
- Surehand - Mano veloce (1965)
- Desperado Trail (1965)
- Il giorno più lungo di Kansas City (1966)
- Exploit bella sexy e... ladra (1966)
- Il fantasma di Londra (1967)
- L'artiglio blu (1967)
- L'uomo dal lungo fucile (1968)
- Il mandrillo (1968)
- La signora ha dormito nuda con il suo assassino (1970)
- La venganza del doctor Mabuse (1971)